# Everardo Cristóbal
Pour les articles homonymes, voir Cristóbal.
Everardo Cristóbal est un céiste mexicain pratiquant la course en ligne.

## Palmarès
Aux Championnats du monde de canoë-kayak 2006, il a remporté la médaille d’or en canoë sur 1000 mètres en battant en finale le favori Andreas Dittmer.
Cristóbal participe pour la première fois aux Jeux olympiques de Pékin en 2008 : son meilleur résultat est une sixième place en demi-finale de C1 1000 m. Quatre ans plus tard, il se classe 10e aux Jeux de Londres 2012.
Cristóbal a remporté d'autres médailles aux Jeux d'Amérique centrale et des Caraïbes, aux Jeux panaméricains et aux championnats panaméricains.

### Championnats du monde de canoë-kayak course en ligne
- 2006 à Szeged,  Hongrie
  -  Médaille d'or en C1-1 000 m